# Lilia Chevtsova
Lilia Chevtsova (Ли́лия Фёдоровна Шевцо́ва), née le 7 octobre 1949 à Lviv, est une soviétologue et kremlinologue russe.
Ses domaines d’expertises incluent le Caucase, l'Europe de l'Est, la Russie et sa politique, la Mer Caspienne, l'Arménie, l’Azerbaïdjan, et le Kosovo.

## Biographie
En 1971, elle a obtenu une maîtrise universitaire ès lettres en histoire et journalisme de l'Institut d'État des relations internationales de Moscou, ainsi qu'un Ph.D. en science politique en 1976.
Elle a été directrice du centre d'études politique à Moscou. Elle écrit pour le Foreign Policy.
En 2008 elle est classée 36e du Top 100 Public Intellectuals Poll.

## Travaux
- Lonely Power: Why Russia Has Failed to Become the West and the West is Weary of Russia (2010)
- Putin's Russia (janvier 2005)
- Lonely Superpower: Russia's Uneasy Relationship With the West  (juin 2010)
- Russia – Lost in Transition: The Yeltsin and Putin Legacies (novembre 2007)
- Russia's Engagement With the West: Transformation And Integration in the Twenty-first Century (juin 2005)
- Yeltsin's Russia: Myths and Reality (mai 1999)[5]
- Political Pluralism in Post-Communist Russia, in: Alexander Dallin (ed.): Political Parties in Russia, International and Area Studies, Research Series No. 88, University of California at Berkeley 1993  (ISBN 0-87725-188-6)